# Leoben (Gemeinde Krems in Kärnten)
Leoben ist ein  Ort mit 24 Einwohnern (Stand 2024) der Gemeinde Krems in Kärnten im oberen Liesertal.

## Geografie
Durch Leoben führt die Katschberg Straße (B 99), von ihr zweigt bei der Mündung des Leobenbachs in die Lieser eine Seitenstraße ab, die durch den sogenannten Leobengraben (Tal des Leobenbachs) in den Biosphärenpark Salzburger Lungau und Kärntner Nockberge führt. Das Quellgebiet des Leobenbachs ist nahe dem Königstuhl (Gurktaler Alpen) im Dreiländereck Kärnten – Salzburg – Steiermark.

## Ortsname
Der Name „Leoben“ ist im Sprachgebrauch der Einheimischen unüblich. Sie nennen ihren Ort „die Loim“ (ähnlich wie Loiben in der Wachau).

## Kultur und Sehenswürdigkeiten

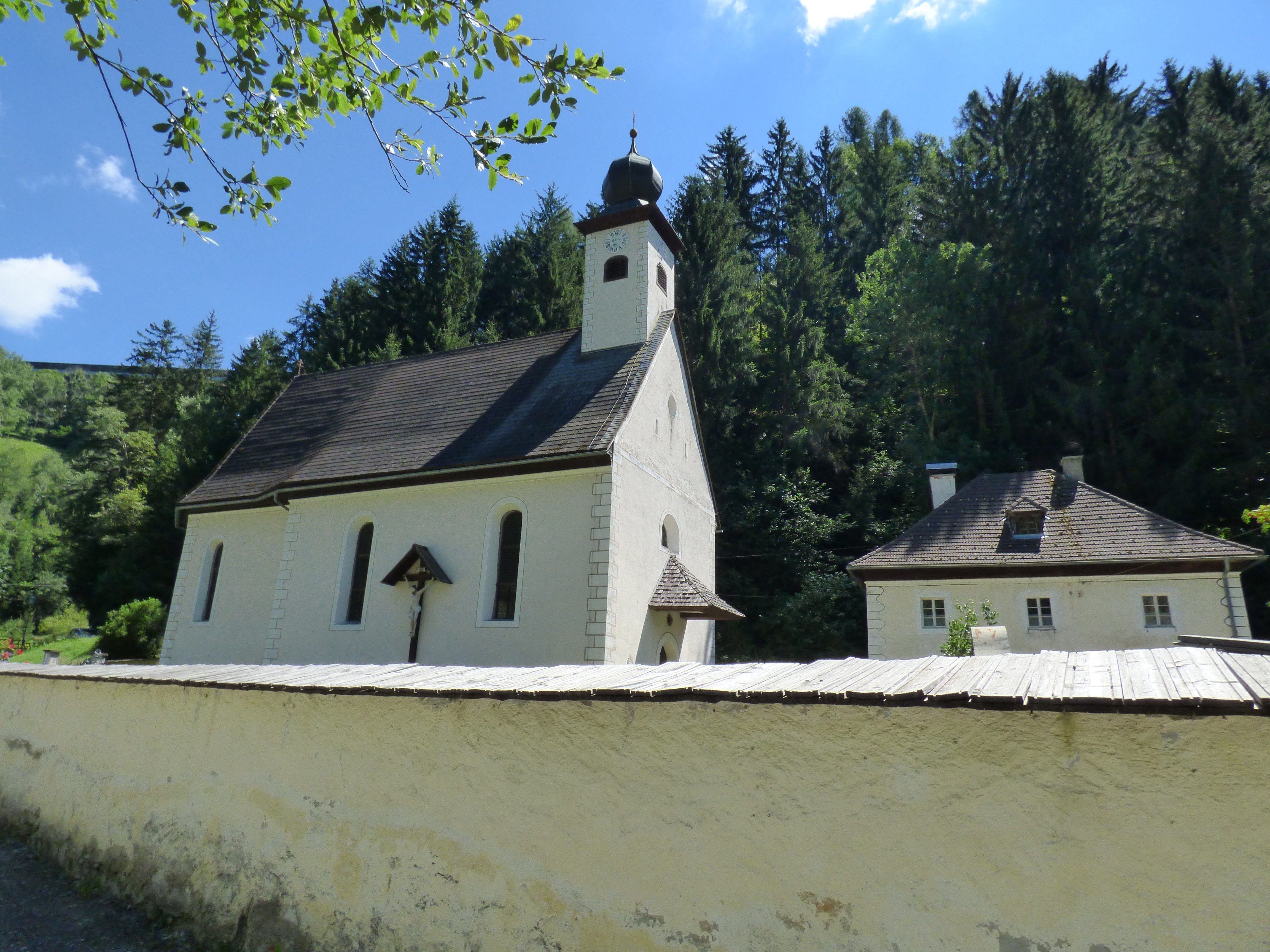
Pfarrkirche Leoben in Kärnten

- Katholische Pfarrkirche Leoben in Kärnten hl. Johannes Nepomuk: Die Kirche am Ufer der Lieser wurde in den Jahren 1752 bis 1766 erbaut. Leoben ist seit 1783 Pfarre. Die in dem einfachen Langbau befindliche spätbarocke Einrichtung stammt großteils noch aus der Erbauungszeit. Die Kirche ist von einem Friedhof und einer Mauer umgeben, am westlichen Friedhofstor befindet sich ein Wappen der Grafen Lodron mit einer ehemaligen Stiftungsinschrift aus dem Jahr 1804.
- Die Burgruine Leobenegg (Loimegg/Loibenegg) liegt auf einem steilen Felskegel über dem Dorf. Sie wurde 1208 erstmals urkundlich erwähnt (Erberhardus de liubneke, Ministeriale des Bistums Salzburg). Seit dem Ende des 17. Jahrhunderts ist die Hochburg dem Verfall preisgegeben.
- Im Leobengraben befindet sich die Ruine eines Hochofens.